# Szentendrei sorozatgyilkosság
A szentendrei sorozatgyilkosság hét halálos áldozatot követelő bűncselekmény-sorozat volt 1947-ben, valójában nem Szentendre közigazgatási területén, hanem a várost körülvevő erdőkben, Pomázhoz és Pilisszentlászlóhoz tartozó külterületeken. A bűncselekmények két egymáshoz közeli erdős területen történtek, az egyik helyen öt tizenéves fiú esett az elkövető áldozatául, a másik helyen pedig egy turista házaspár. A gyilkosságsorozat azóta is egyike a valaha véghezvitt, legtöbb halálos áldozatot követelő magyarországi bűncselekményeknek. Az elkövető kiléte és motivációja a kiterjedt hajtóvadászat és nyomozás ellenére (hivatalosan) ismeretlen maradt.
Egy lehetséges teória, amit már egy korabeli rendőrségi jelentés is felvet és egy a történteknek alaposan utánajáró, 70 évvel későbbi cikk is utal rá, az, hogy az elkövetőnek – aki valamelyik külföldi hadsereg szökött katonája volt – szerelmi viszonya volt az egyik helyszínen megölt gyerekek nevelőanyjával, és valamilyen ebből fakadó konfliktus miatt dühödhetett meg a fiúkra; a turisták pedig rosszkor voltak rossz helyen, a tettes azért végezhetett velük, hogy ne maradjanak tanúk. A hatóságok az eset után sokáig, nagy erőkkel sulykolták a közvéleménybe, hogy a kitelepítésből „visszaszivárgott” sváb elkövetőt feltételeznek (és keresnek) – ezt a narratívát erőlteti egy egykori rendőrből lett bűnügyi író, Fóti Andor ezen ügyről írt novellája is –, valójában azonban több jel utal arra, hogy egy, a háborúban megzavarodott volt szovjet katona lehetett a tettes.

## A gyilkosságok
1947. augusztus 17-én egy hattagú csoport kirándult a Szentendréhez közeli Bölcső-hegyen. A Lajos-forrástól nem messze található Kékvízű-forrásnál (ma Pomáz külterülete) megálló csoport egy félmeztelen fiatalemberre lett figyelmes, akivel szóba elegyedtek. A fiatalember egyáltalán nem beszélt magyarul. A túlélőknek a rendőrségen felvett, későbbi vallomásai szerint azt állította, hogy német SS-katona, aki egy Magdeburg környéki hadifogolytáborból szökött meg és társaival Magyarországra jött kóborolni. Ezután – ugyancsak a fennmaradt vallomás szerint – a magyarországi viszonyokról kezdett érdeklődni, majd minden előzmény nélkül fegyvert rántott elő, és megpróbálta a társaság két tagját agyonlőni. A támadás során Denke Lajos (több újságcikkben tévesen Benke, illetve Tenke néven szerepel) holtan rogyott össze, és a felesége is életét vesztette; az első korabeli sajtóhírek arról szóltak, hogy az asszony szívrohamot kapott, de a boncolásnál az ő testén is találtak lőtt sérülést, ami a halálát okozhatta. A kiránduló társaság többi tagja – a korabeli sajtóhírek szerint Kiss Gyula és nőismerőse, Palánkay Ilona, valamint Pribil Károly vízvezeték-szerelő és neje – túlélték a váratlan támadást, egyikük védekezésképpen fokosával a merénylő felé sújtott, mire az elmenekült. A megriadt kirándulók a szentendrei rendőrkapitányságra mentek, és jelentették az esetet.

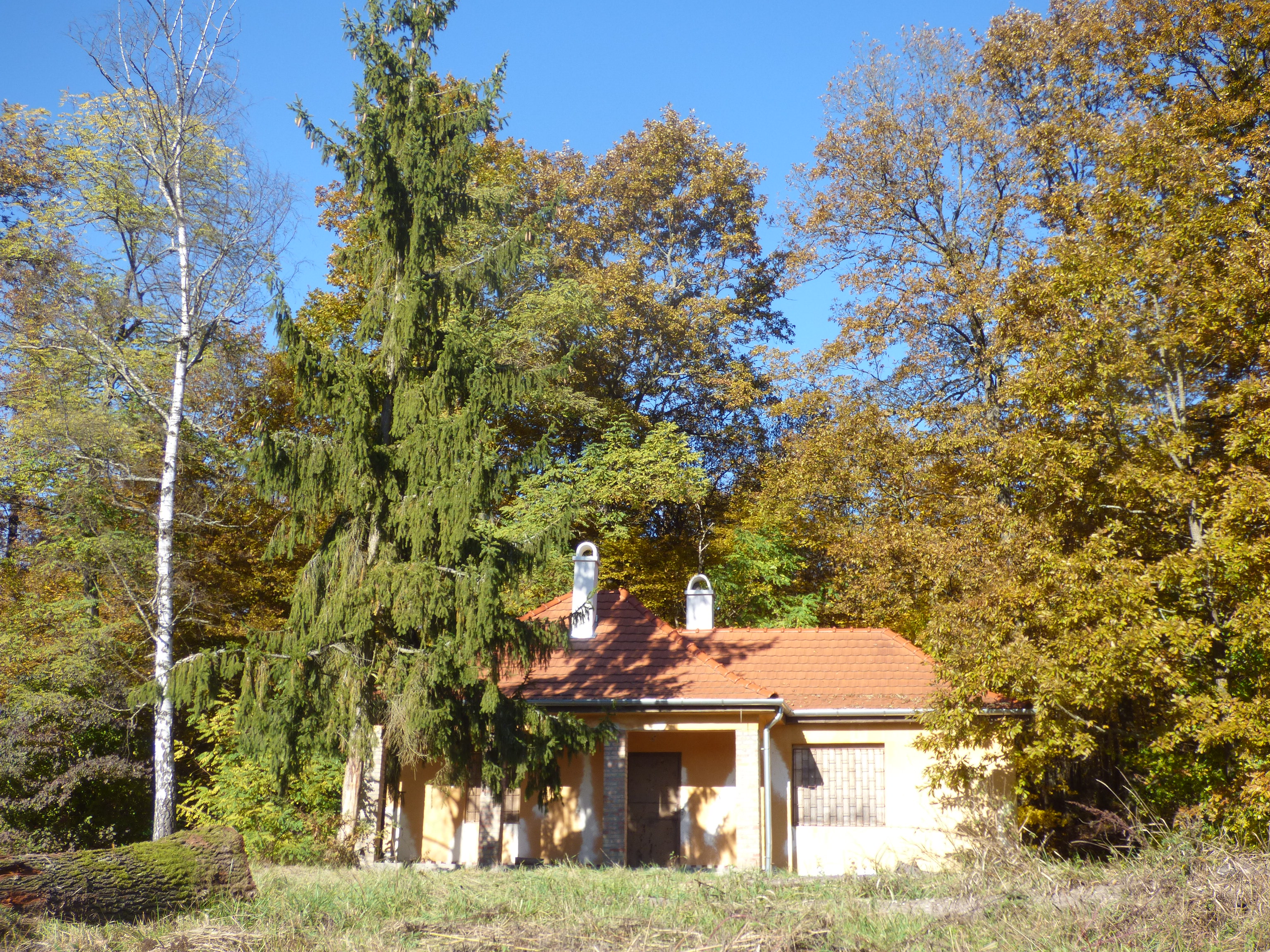
A bükkipusztai erdészház 2016-ban, valahol a közelben történhetett az ötös gyilkosság

A szentendrei kapitányságra 1947. augusztus 18-án újabb gyilkosságról szóló bejelentés érkezett. A Pilisszentlászlóhoz tartozó Bükkipusztán található Zbórai-birtok fészerében – az előbbi bűncselekmény színhelyétől alig két kilométernyire – a tulajdonos holtan találta a birtokon állatokra vigyázó fia baráti társaságának négy tagját. Az ötfős fiúcsapat utolsó életben lévő tagja egy súlyosan megsebesült fiatalember volt, aki halála előtt még személyleírást adott a birtokon vérengző férfiról. A személyleírás megegyezett a Bölcső-hegyi gyilkosság elkövetőjének személyleírásával.

## Hajtóvadászat
A gyilkosok felhajtásával Münnich Ferencet bízták meg. A rendőrség, a szovjet hadsereg és a magyar karhatalom nagy erőkkel körülzárta Szentendrét és megkezdte a feltételezett elkövetők – a rendőrség kommunikációjában a kezdetektől megjelenő koncepció szerint egy, a környező hegyekben bujkáló SS-szabadcsapat – felkutatását. A kutatás során az erdőkre, horhosokra és barlangokra koncentráltak. A Macska-lyuk nevű barlangban állítólag találtak is hátrahagyott fekhelyeket és lőszerkészletet. A környékbeli falvakban számos beszámolót hallgattak meg a hegyekben elrejtőzött fasiszta ellenállókról és hazafelé tartó szökött német hadifoglyokról, akik időnként megjelennek a lakott helyeken, a lakosságot fenyegetik és élelmiszert követelnek. Ezen beszámolók később hamis nyomnak bizonyultak, a hatóságok nem bukkantak fegyveresekre a hegyekben. A sajtóban többször is megjelentek olyan híradások, hogy a rendőrség nyomon van, a tettesek elfogása pusztán órák kérdése, illetve már el is fogtak gyanúsítottakat, egyes újságok pedig beszámoltak az SS és a magyar rendőrség közötti fegyveres összecsapásról is, ezen értesüléseket azonban később rendre cáfolták. A kutatást néhány nappal később kiterjesztették a Duna bal partjára is, eredményt ez sem hozott.
A következő napokban-hetekben országszerte megszaporodtak a kóborló német csoportokról szóló híradások. SS-szabadcsapat felbukkanásáról érkezett hír Kemeneshőgyész és Békás, illetve Rákospalota és Fót határából. Az észlelések ellenére egyetlen kóborló német katonát sem sikerült elfogni.

## Ellentmondások az ügyben

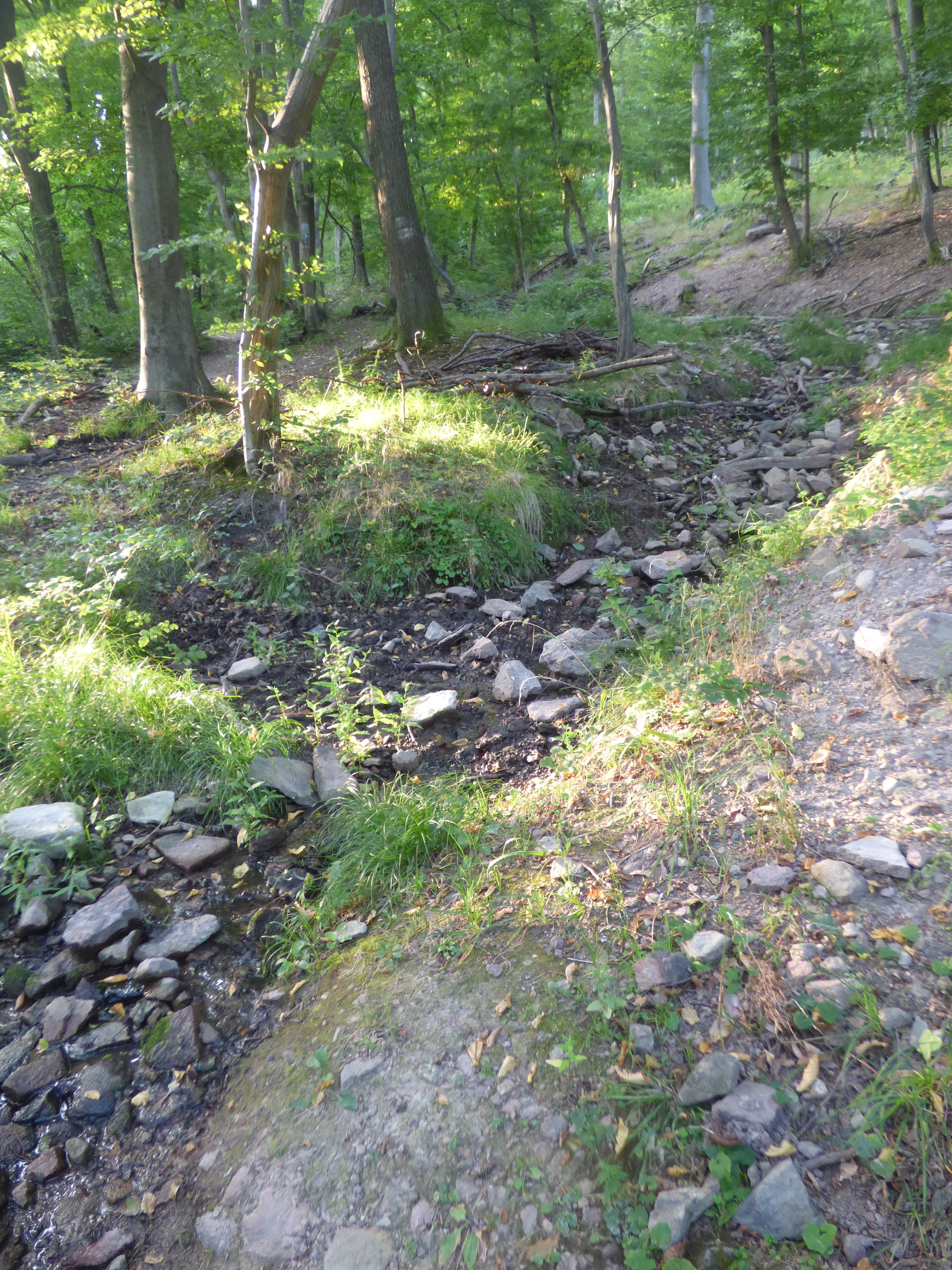
Az egyik bölcső-hegyi forrás (valószínűleg a Háziipari-forrás) környezete, turistatérképek adatai szerint errefelé történhetett a kettős gyilkosság

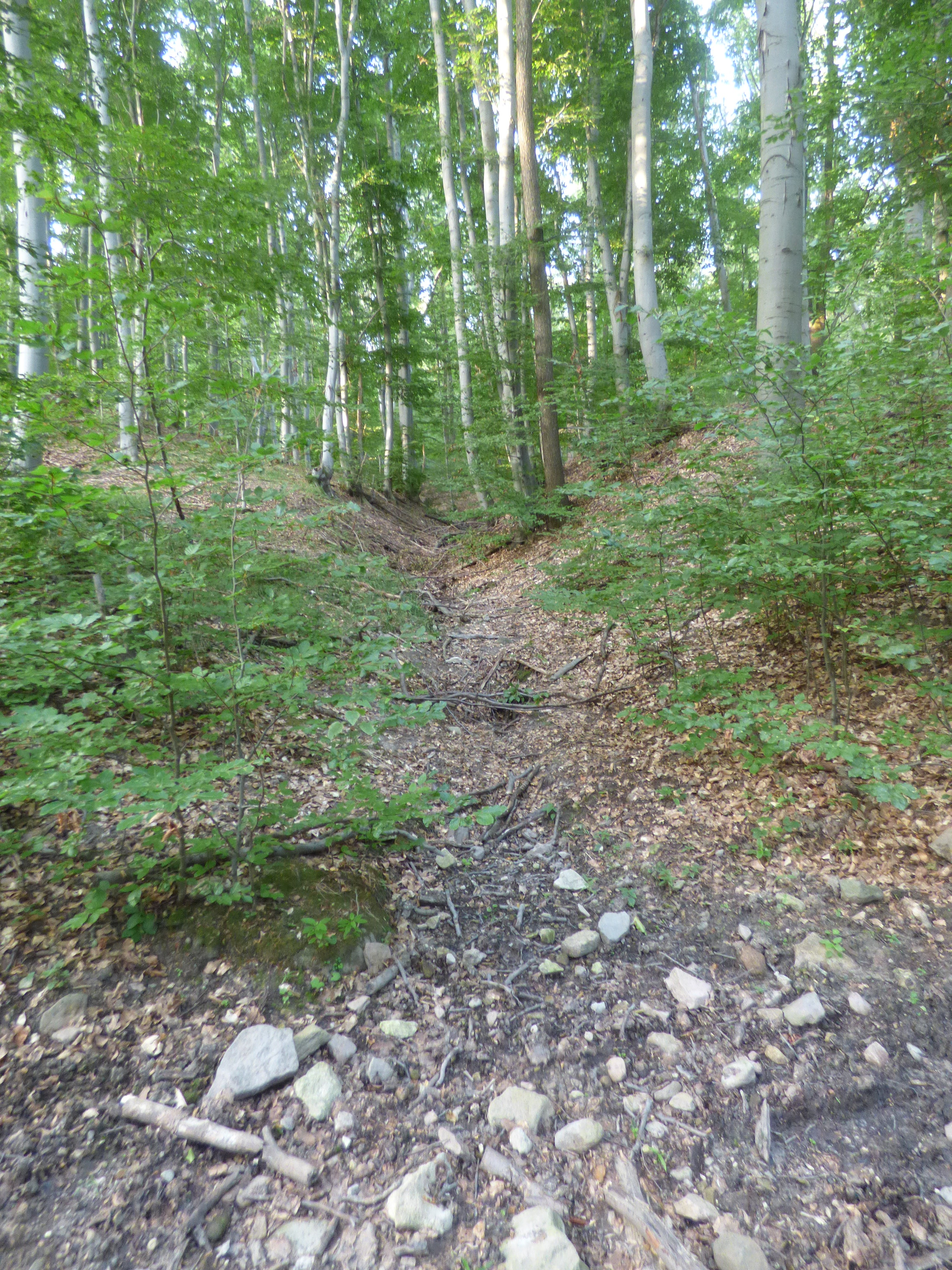
Az egyik bölcső-hegyi forrás (valószínűleg a Kékvízű-forrás) vízmosása a sárga jelzésű turistaút felől nézve

A korszak minden apró-cseprő ügyre ráharapó, szenzációéhes sajtója kezdetben egyáltalán nem kapta fel az ügyet. Augusztus 21-én Dinnyés Lajos egy minisztertanácsi ülésen meg is jegyezte, hogy számára úgy tűnik, mintha a sajtó agyon akarná hallgatni az esetet. Ennek magyarázata az lehet, hogy a sajtó zöme ekkorra már a hatalomra törő Magyar Kommunista Párt befolyása alá került, a választásokra készülő pártnak azonban rendkívül rosszkor jött a merénylet. A közrendet fenntartó rendőrség ugyanis az MKP-s miniszter által irányított belügyi tárcához tartozott. A háború után azonban példátlan méretű és durvaságú bűnözési hullám sújtotta az országot, a rendőrséget pedig sorozatos kudarcok érték a közrend helyreállításáért folytatott küzdelemben. A kommunista befolyás alá került sajtó érthetően nem szívesen számolt be a kommunista irányítás alatt álló közrendvédelem kudarcáról.
A háború utáni két évben a sajtó rendszeresen beszámolt a szétesett fasiszta hadseregek hazafelé tartó katonái által elkövetett bűncselekményekről. Ezen bűncselekmények azonban a szentendrei esettől gyökeresen eltérő jellegűek, jobbára állat- és terménylopás, illetve a tolvajokat felfedező gazdák ellen irányuló szóbeli fenyegetések voltak. Nem volt jellemző, hogy a kóborló katonák huzamosan és nagyobb számban tartózkodtak volna egy-egy helyen, és érthetetlen volt az is, hogy miért pont az év utazásra legalkalmasabb időszakában (alacsony folyami vízállások, gyümölcsérés, a gyors megbúvást lehetővé tevő lombos erdők, meleg éjszakák) táboroztak volna le hosszabb időre egy idegen és ellenséges helyen. A kiránduló csoport elleni támadó viselkedése kifejezetten ellentmondásos. Bár elrejtőzhetett volna a kirándulók elől, a merénylő azonban nem csak elbeszélgetett a túrázókkal, de ha hinni lehet a korabeli rendőrségi jegyzőkönyvnek, gondosan be is számolt jelenlétének okáról, 10 társáról, majd a gyilkosság elkövetése után szemtanúkat hátrahagyva menekült el. A Zbórai-birtokon történt vérengzés pontos ideje nem ismert, ugyanakkor nehezen magyarázható, hogy az elkövető miért vállalkozott egy második gyilkosság elkövetésére is, amikor érdeke az lett volna, hogy minél hamarabb és a lehető legjobban eltávolodjon az előző gyilkosság helyszínétől.
Egy alkalommal a Sajtóiroda beszámolt arról is, hogy a hatóságok azonosították a tetteseket, azonban személyleírásukat és nevüket sem akkor, később sem tették közzé. A gyilkossági ügy lezárásáról kevés tudható. Az ügyben bírósági per nem zajlott, ítéletekről, a tettesek elfogásáról a sajtó nem számolt be. Mindössze 19 évvel később egy újságcikkben olvasható utalás arra, hogy az elkövetőt a törvény utolérte. A gyilkosságsorozat azóta csaknem teljesen feledésbe merült.
A korabeli propaganda által sulykolt német szállal ellentétben helyi lakosok visszaemlékezései, valamint több más adat, köztük rendőrségi források szerint is a gyilkosságok elkövetője valójában inkább egy, egyesek által állítólag személyesen is ismert, Vaszil nevű kozák vagy ukrán származású, korábbi szovjet katona lehetett; ezt a verziót erősíti az a tény is, hogy a hatóságok végül sohasem adtak hírt az illető elfogásáról. Mi több, az első körözési felhívásban még a rendőrség is „orosz legénységi egyenruhába öltözött, lábtekercses elkövető”t keresett, így több mint valószínű, hogy a hatóságok a kezdetektől fogva tisztában voltak azzal, hogy nem német, hanem szovjet elkövetővel állnak szemben, arra azonban politikai megfontolások miatt gondolni sem merhettek, hogy ezt tudassák a nyilvánossággal is. Ezen logika mentén a hatalmas erőkkel megindított hajtóvadászat az elkövető kézre kerítése helyett sokkal inkább azt a célt szolgálhatta, hogy elejét vegyék újabb, a nyilvánosságot felkavaró bűncselekménynek, ami már csak a közelgő nemzetgyűlési választásra való tekintettel is nagyon kevéssé lett volna kívánatos a hatóságok számára.

## Emlékezete
- A Bölcső-hegyi gyilkosság helyszíne közelében, alig két kilométernyire a lajosforrási turistaháztól egy nem különösebben feltűnő, kőből faragott emlékmű őrzi az ott meggyilkolt házaspár emlékét. A Cartographia Kft. által 1996-ban kiadott és a Szarvas–Faragó kiadású, 2005-ben megjelent Visegrádi-hegység térképek is a turistaháztól majdnem pontosan északnyugati irányban, légvonalban körülbelül 1500-1600 méternyi távolságban tüntetik fel a Denke Lajos-emlékművet (ezen az emlékművön tévesen 1917 szerepel 1947 helyett), nem a Kékvizű-forrás, hanem az attól még távolabbra található Helyiipari-forrás közelében; a térkép szerint a forrásig a sárga turistajelzés vezet, ahonnan észak-északkeletnek fordulva, egy jelöletlen erdei úton érhető el a körülbelül 400 méteres tengerszint feletti magasságban emelt emlékmű.
- Franyó Rudolf pilisszentlászlói író az egyik könyvében a gyilkosságok rekonstruálására tett kísérletet, a helyi lakosok emlékezetében megőrződött adatok alapján.[2]
- Kollár-Klemencz László szentendrei (Dömörkapu) zenész, író, a Műanyag kert székek című könyvének, Bükki puszta című novellájában (Magvető kiadó, 2018) írt a sorozatgyilkosságról.

## Az esemény az irodalomban
A szentendrei tömeggyilkossággal rengeteg elemében megegyező bűneset leírása szerepel Fóti Andor A szentendrei bosszú című novellájában, ami kötetben a szerző Kelepcében az alvilág című, a Zrínyi Katonai Kiadó által 1968-ban kiadott művében jelent meg. A szerző, úgy is, mint az esemény időszakának egyik vezető rendőrnyomozója, az írással azt a képet kívánja kialakítani az olvasóban – nyilván nem alaptalanul –, hogy ő maga is részt vett az ügy nyomozásában; sőt, a felderítésében is: hiszen a novella szerint a bűneset megoldódott, a tetteseket kézre kerítették és bíróság elé állították. Fóti művét azonban nem érdemes tényszerű leírásként kezelni, hiszen a könyve elején leszögezi: a benne szereplő személyek, helységek nevét megváltoztatta, a leírt és a valóságban megtörtént eseményeknek az egyezése csak a véletlen játéka lehet. A mű megjelenési időpontját jellemző társadalmi elvárások sem nagyon engedhették meg, hogy egy ilyen horderejű bűnesetet megoldatlanként mutassanak be a nagyközönség előtt.
A novella egy augusztusi vasárnapra teszi a bűneset felfedezését, dátum nélkül, de bizonyára az 1947-es évre, mert a történet szövése az 1946-os téltől indul. Egyezik a valósággal az egyik turista áldozat, Denke Lajos és a szemtanú, Pribill Károly neve, továbbá az a részlet is, hogy Pribill egy elhajított fokossal riasztotta el a támadó(ka)t; a gyerekek megölésének helyszíne is Bükki-puszta, és megjelenik a nyomozás irányítójaként az akkori országos rendőrfőkapitány, Münnich Ferenc személye is. Eltérés viszont, hogy a turisták halálának helyszíne az írásban a Rózsika-forrás – holott ilyen nevű forrás nem található Szentendre környékén, létezik viszont jóval távolabb, a Budai-hegységben, Solymár határában. Pribill egyedül, felesége nélkül szerepel a novellában, amely szerint úgy tűnik, nem is tartozott Denkéék társaságához, csak ott tartózkodott, ahol ők megpihentek. Eltérés az is, hogy a műben hat gyerekáldozat szerepel, a túlélő szemtanú pedig két támadóról tesz említést. (A gyerekek számánál Fóti alighanem azért említ a ténylegesnél nagyobb értéket, hogy ezáltal is elképzelhetetlenné tegye az egy tetteses elkövetési verziót.)
Fóti Andor írása a nyomozás leírásánál azt a narratívát követi, mely szerint az elkövetők – akikről végül kiderül, hogy hármasban „dolgoztak” – hazatért egykori SS-katonák voltak, és a turistákkal is azért álltak szóba, hogy ellenőrizzék, nehogy egykori volksbundista eszmetársaikkal végezzenek. A novella szerint a bűnözők célja az volt, hogy tettükkel éket verjenek a magyar és német nemzetiségű lakosok közé; ezt a motivációt azonban semmivel nem támasztja alá, hiszen a szerző egyik ölésnél sem mutatott be olyan adatot vagy körülményt, amely annak nemzetiségi jelleget adott volna. (Bükki-pusztán semmi olyan nyomot nem említ a szerző, ami akár a tettesek németségére utalna, akár arra, hogy a pásztorfiúk a magyarságuk miatt váltak volna áldozattá; a forrásnál elkövetett gyilkosságok esetében pedig csak azért merülhetett fel az elkövetők német nemzetiségi volta, mert Pribill, mint szemtanú, életben maradt, és ő be tudott számolni a nyomozóknak erről az állítólagos tényről.)
Az írás önmagának is ellentmondani látszik, amennyiben néhol bosszút emleget indítékként (rögtön a címében is), máshol pedig azt, hogy az elkövetők a két nemzetiség lakosai között villongásokat szítsanak. A bosszú feltételezésére vonatkozóan, illetve azzal kapcsolatosan, hogy miért bántak az elkövetők a gyerekekkel különösen kegyetlenül – az írás szerint legalább egy fiúnak a nyelvét is kivágták – semmilyen, azokat alátámasztó adatot nem közöl a szerző, a bemutatott brutalitásra a legcsekélyebb mértékben sem próbál magyarázatot keresni. Fóti egyébként, az ismert tényeknek megfelelően leírja, hogy felmerült a nyomozás során az elmebeteg elkövetés lehetősége is, de ezt csak olyan verzióként említi, aminek eshetőségét igen rövid időn belül kizárták.